# Nationalpark Braulio Carrillo
Der für seine Dschungelseilbahn bekannte Nationalpark Braulio Carrillo liegt nördlich von San José in Costa Rica. Er wurde 1978 als Nationalpark ausgewiesen.
Die in diesem Nationalpark vertretenen Arten der Flora und Fauna umfassen Riesenfarne, Bromelien, Orchideen sowie Kolibris, Pfeilgiftfrösche, Schmetterlinge, Nasenbären und eine Vielzahl von Reptilien. Darauf weisen die durch den Nationalpark führenden gekennzeichneten Wege und Pfade hin, so genannte „senderos“. Sie wurden nach unterschiedlichen Schlangenarten benannt, wie der „sendero bocaracá“ (Lanzenotter) oder der „sendero Matabuey“ (Ochsentöter, wie der Buschmeister in Costa Rica genannt wird).
Eine Besonderheit ist die Dschungelseilbahn „Teleferico“, von der aus man die verschiedenen Vegetationszonen und Höhenstufen eines tropischen Regenwaldes erleben beobachten kann, die sich aber nicht für ausgiebige Tierbeobachtungen eignet, da viele Tiere durch die Geräusche der Seilbahn fernbleiben.
Der Nationalpark Braulio Carrillo wird häufig von Touristen besucht, die auf dem Weg zu den an der Karibikküste liegenden Nationalparks Tortuguero und Cahuita sind.